# Chiesa di Santa Sofia (Corsano)
La chiesa di Santa Sofia è una delle chiese di Corsano (provincia di Lecce). L'edificio attuale è la ricostruzione ex novo della vecchia chiesa del XV secolo, crollata il 17 aprile 1932 a causa del cedimento del campanile.

## La vecchia chiesa
Il culto di santa Sofia a Corsano, similmente a quello del patrono san Biagio (come lei di provenienza orientale), risale al periodo tardo bizantino: si può riscontrare la presenza nel paese di una chiesa a lei dedicata fin dal X secolo. L'edificio originale aveva pianta a croce greca, ma intorno al 1570 la baronessa Sofia Capece, feudataria di Corsano, si fece promotrice di una serie di rimaneggiamenti e la pianta divenne a croce latina. In alcuni documenti successivi a quest'epoca, Santa Sofia viene menzionata come "cattedrale di Corsano", ma non essendo mai stata Corsano sede vescovile, questa definizione è da ritenersi erronea. Nella sua forma finale la chiesa era un esempio di barocco leccese, con la facciata rivolta a est su piazza Capece, attualmente piazza San Biagio.
L'interno si articolava su un'unica navata, con un'abside prolungata e provvista di coro dietro l'altar maggiore, intitolato a santa Sofia. Altri altari laterali erano dedicati a sant'Antonio, San Gennaro e alla Madonna Addolorata; ai lati dell'altare maggiore c'erano anche due "cappelloni" dedicati a san Biagio e al crocifisso. Quest'ultimo, in posizione privilegiata, era denominato "cappellone nuovo" poiché di fattura più recente rispetto agli altri: esso ospitava il sepolcro della famiglia Capece, comprendente le statue della baronessa Sofia e di suo fratello Girolamo. Gli altari erano sfarzosamente decorati secondo il gusto del barocco leccese; nella chiesa c'erano anche numerose tele e statue, oggi in gran parte perdute, compromesse dal crollo o riposizionate in altre chiese di Corsano. Esistono pochi documenti fotografici che testimoniano l'aspetto esteriore della chiesa, e nemmeno uno dei suoi interni.
Nel 1911 fu realizzata una grande statua che ritrae san Biagio, collocata nella cappella dedicata al protettore del paese, e questo fu probabilmente l'ultimo intervento degno di nota. Nella notte tra 16 e 17 aprile 1932 il campanile della chiesa collassò su se stesso: il crollo fu motivato dal cedimento dello strato argilloso su cui erano state poste le sue fondamenta. Non ci furono vittime e le abitazioni vicine non furono interessate dal crollo, ma l'ala destra della chiesa venne completamente distrutta. Sebbene la facciata e gli altri tre lati della chiesa fossero rimasti praticamente intatti, l'intera zona venne dichiarata pericolante: si optò dunque per la demolizione della chiesa in favore di un nuovo edificio.

## La chiesa attuale
La costruzione della nuova chiesa fu avviata nel 1934 e l'inaugurazione avvenne nel 1939, anche se in realtà i lavori proseguirono fino agli anni '60, mentre l'edificio era già aperto al pubblico. I lavori furono eseguiti per ordine dell'allora podestà di Corsano Vito Bleve, su progetto dell'ingegner Benito Leante . Rispetto al precedente tempio, quello nuovo appare voltato di 90°, con la facciata rivolta verso nord. La nuova chiesa è costruita in Pietra di Leuca, in stile neoclassico, molto simile alla chiesa di Cristo Re a Santa Maria di Leuca.
Fino alla fine del XX secolo, Santa Sofia era corredata di numerose statue e dipinti in gran parte provenienti dalla vecchia chiesa; tra le suppellettili c'è anche un pulpito ligneo del 1777, un fonte battesimale del XIX secolo in marmo di Carrara e il sepolcro dei Capece, in parte traslato nel nuovo Cappellone del Crocefisso ma privo delle statue dei baroni.
Santa Sofia fu la chiesa matrice di Corsano fino al 1965, quando furono terminati i lavori per la chiesa di San Biagio, protettore ufficiale del paese; il simulacro del santo fu traslato in essa e a partire da questo momento Santa Sofia fu declassata a "chiesa parrocchiale", utilizzata solo per le funzioni solenni e per i riti più importanti.
Negli anni '90 lo strato argilloso su cui aveva poggiato la chiesa vecchia e su cui tuttora poggia la chiesa attuale ebbe ulteriori cedimenti, che causarono dei danni all'edificio, già in pessimo stato di conservazione, e ne fu disposta la chiusura. Nel 2005 furono avviati lavori di riconsolidamento e restauro; nel corso di questi lavori sono state rinvenute alcune suppellettili della vecchia chiesa, momentaneamente murate in luoghi segreti in attesa della costruzione della nuova; è tornato alla luce anche il piano di calpestio originale, oggi visibile grazie ad apposite teche.
Riaperta al culto nel 2009, Santa Sofia sta gradualmente recuperando la sua bellezza, grazie al paziente restauro delle opere in essa presenti e all'aggiunta di nuove.